# David Bohm
David Joseph Bohm, född 1917 i Wilkes-Barre i Pennsylvania, död 1992 i London, var en amerikansk-brittisk fysiker och filosof, som skrivit en nu klassisk bok om kvantfysikens tolkning. Bohm har även medverkat till mångpartikelteorin inom plasmafysiken. Dessa arbeten har inspirerat hans uppfattning om att världen numera måste uppfattas som en helhet och inte som en samling separata delar.
Hans tankar om den moderna fysikens världsbild har alltsedan 50-talet väckt stor uppmärksamhet i den vetenskapliga och intellektuella världen, inklusive den svenska.
Hans holistiska bild av tillvaron har särskilt vunnit New Age-rörelsens tilltro.

## Biografisk översikt

### Ungdomstid och krigsåren
Bohm var son till en judisk möbelhandlare i Pennsylvania, USA. Faderns önskan var att David skulle följa i hans egna spår och med tiden ta över affären och tjäna pengar. Det fanns ingen vetenskapsman i släkten, men David hade intresse och begåvning för studier. Han kände en dragning till naturvetenskap och började studera vid Pennstate college med examen 1939. Han flyttade västerut och hamnade som elev i Robert Oppenheimers grupp för teoretisk fysik vid University of California, Berkeley som doktorand.  
Under andra världskriget arbetade han på Manhattanprojektet, som tog större delen av Berkeleys fysikforskning i anspråk för ansträngningen att ta fram den första atombomben.  Bohm klarade dock inte säkerhetskraven vid Los Alamos National Laboratory, så han blev kvar vid Berkeley, där han avlade sin Ph.D. 1943.

### Akademisk karriär
Bohm blev 1947 utnämnd till biträdande professor vid Princetonuniversitetet i New Jersey. 1951 publicerade han sin första bok, Quantum Theory (Prentice Hall), som blivit klassisk och prisats av Einstein för att den gjorde ett svårfattligt område av fysiken begripligt. Men under McCarthy-eran bröt Bohm upp från hemlandet USA. Som tidigare kollega till Oppenheimer hade han dragits in i undersökningarna om oamerikansk verksamhet. Eftersom han ogärna ville vittna mot vänner, lämnade han USA och tog under fyra år sin tillflykt till Sao Paulo-universitetet i Brasilien. Därefter begav han sig till Israel, där han stannade i två år. 1957 kom han till Bristol-universitetet i England, och slutligen, 1961, blev han professor i teoretisk fysik vid Londonuniversitetets Birkbeck College, där han verkade till sin pensionering.

## Publikationer av och om D. B.
- 1951 Bohm, D. Quantum Theory, New York: Dover, ISBN 0-486-65969-0 (1989 nytryck).
- 1957 Bohm, D. Causality and Chance in Modern Physics, Philadelphia: U of Pa Press, ISBN 0-8122-1002-6 (1980 nytryck)
- 1965 Bohm, D. The Special Theory of Relativity, New York: W.A. Benjamin.
- 1980 Bohm, D. Wholeness and the Implicate Order London: Routledge, ISBN 0-7100-0971-2.
- 1985 Donald Factor, D. editor, Unfolding Meaning: a weekend of dialogue with David Bohm, Gloucestershire: Foundation House, ISBN 0-948325-00-3.
- 1985 Bohm, D. & Krishnamurti, J. The Ending of Time, San Francisco, CA: Harper, ISBN 0-06-064796-5.
- 1987 Bohm, D. & Peat, D. Science, Order and Creativity. London: Routledge. 2nd ed. 2000. ISBN 0-415-17182-2.
- 1991 Snellman, Håkan (Prefekt, Fysik KTH), Att söka ny mening, Uppsats i Gnosis 1-4, 1991.
- 1992 Bohm, D. Thought as a System (transkribering av ett seminarium hållet i Ojai, Kalifornien, från 30 november till 2 december, 1990), London: Routledge. ISBN 0-415-11980-4.
- 1993 Bohm, D. & Hiley, B.J.The Undivided Universe: An ontological interpretation of quantum theory, London: Routledge, ISBN 0-415-12185-X (sista arbetet)

- 1996 On Dialogue. Ed. Lee Nichol. London: Routledge, ISBN 0-415-14911-8
- 1999 Limits of Thought: Discussions, with Jiddu Krishnamurti, London: Routledge, ISBN 0-415-19398-2.
- 1999 Bohm-Biederman Correspondence: Creativity and Science, with Charles Biederman. Ed. P. Pylkkänen. ISBN 0-415-16225-4.
- 2002 The Essential David Bohm. Ed. Lee Nichol. London: Routledge, ISBN 0-415-26174-0.